# 让·谷克多
让·莫里斯·欧仁·克莱芒·科克托（法語：Jean Maurice Eugène Clément Cocteau，法語發音：[ʒɑ̃ kɔkto]；1889年7月5日—1963年10月11日），與納粹合作的法国诗人，小说家，剧作家，设计师，编剧，艺术家和导演。
科克托的代表作品是小说《可怕的孩子们》（1929年），电影《诗人之血》（1930年），《可怕的父母》（1948年），《美女与野兽》（1946年）和 《奥菲斯》（1949年）。
他的朋友包括肯尼思·安格，巴勃罗·毕加索，让·雨果，让·马莱，亨利·贝恩斯坦，玛莲娜·迪特里茜，可可·香奈尔，埃里克·萨蒂，玛丽亚·费力克斯，伊迪丝·琵雅芙和雷蒙德·哈第盖。

## 早年生活
科克托出生于法国伊夫林省的Maisons-Laffitte，他的父亲乔治·科克托是一名律师和业余画家，在科克托九岁时自杀。他15岁时离开家。19岁时，他出版了第一部诗集《阿拉丁的神灯》。不久之后，科克托在当时波西米亚主义艺术家圈子中初露头角，而他二十二岁时出版的一部诗集的题目——轻浮的王子则成为他的昵称。伊迪丝·华顿对科克托描述是“每一行出色的诗句对他来说都是一缕阳光，每一次日落都是天堂的基石”。

## 早期事业

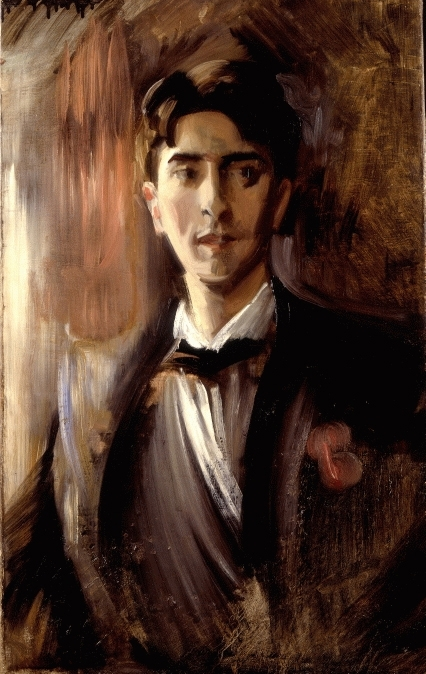
科克托的画像

在他二十岁早期，科克托认识了作家马塞尔·普鲁斯特，安德烈·纪德和莫里斯·巴雷斯。在1912年，科克托与俄国艺术家里昂·巴克斯合作了名为“蓝色之神”的一幕俄派芭蕾，其中主要舞者有瓦斯拉夫·弗米契·尼金斯基和塔玛拉·卡尔萨维娜。一战期间，科克托曾担任救护车司机一职。正是在此期间，他认识了诗人纪尧姆·阿波利奈尔，艺术家阿梅代奥·莫迪利亚尼和巴勃罗·毕加索以及许多日后与他合作的艺术家。

## 荣誉和奖励
1955年科克托成为法兰西学术院和比利时皇家科学与艺术院的成员。

## 电影创作
- 《詩人之血》（Le Sang d'un poète，The Blood of a Poet) (1930)
- 《永恒的回忆》（L'Éternel retour，The Eternal Return) (1943)
- 《美女与野兽》（La Belle et la Bête（英语：Beauty and the Beast (1946 film)），Beauty and the Beast) (1946)
- 《雙頭鷹之死》（L'Aigle à deux têtes，The Eagle with Two Heads) (1948)
- 《可怕的父母》（Les Parents terribles（英语：Les Parents terribles (film)），The Storm Within) (1948)
- Coriolan (1950) 未公映
- 《奧費斯（英语：Orpheus (film)）》（Orphée，Orpheus) (1950)
- 《圣多·索斯比别墅》（La Villa Santo-Sospir） (1952)
- 《8 × 8: 一个象棋奏鸣曲的8乐章》（8 × 8: A Chess Sonata in 8 Movements） (1957) 副导演 实验电影
- 《奧菲的遺言》（; ) (1960)

## 作品

### 文学作品
- 1930 《鴉片烟》Opium: Diary of a Cure

诗歌
- 1909 La Lampe d'Aladin
- 1910 Le Prince frivole
- 1912 La Danse de Sophocle
- 1919 Ode à Picasso – Le Cap de Bonne-Espérance
- 1920 Escale. Poésies (1917–1920)
- 1922 Vocabulaire
- 1923 La Rose de François – Plain-Chant
- 1925 Cri écrit
- 1926 L'Ange Heurtebise
- 1927 Opéra
- 1934 Mythologie
- 1939 Énigmes
- 1941 Allégories
- 1945 Léone
- 1946 La Crucifixion
- 1948 Poèmes
- 1952 Le Chiffre sept – La Nappe du Catalan (与乔治斯·哈格乃特合作)
- 1953 Dentelles d'éternité – Appoggiatures
- 1954 Clair-obscur
- 1958 Paraprosodies
- 1961 Cérémonial espagnol du Phénix – La Partie d'échecs
- 1962 Le Requiem
- 1968 Faire-Part (死后)

小说
- 1919: Le Potomak (最终版：1924年)
- 1923: Le Grand Écart – 托马斯：冒名顶替者
- 1928: Le Livre blanc
- 1929: 《可怕的孩子们》（Les Enfants terribles）
- 1940: La Fin du Potomak

### 电影
导演
- 1925 : 《让·科克托的电影》（Jean Cocteau fait du cinéma）
- 1930 : 《詩人之血》（Le Sang d'un poète，The Blood of a Poet)
- 1946 : 《美女与野兽》（La Belle et la Bête（英语：Beauty and the Beast (1946 film)），Beauty and the Beast)
- 1948 : 《雙頭鷹之死》（L'Aigle à deux têtes，The Eagle with Two Heads)
- 1948 : 《可怕的父母》（Les Parents terribles（英语：Les Parents terribles (film)），The Storm Within)
- 1950 : 《奧費斯（英语：Orpheus (film)）》（Orphée，Orpheus)
- 1950 : Coriolan
- 1952 : 《圣多·索斯比别墅》（La Villa Santo-Sospir）
- 1955 : L'Amour sous l'électrode
- 1957 : 《8 × 8: 一个象棋奏鸣曲的8乐章》（8 × 8: A Chess Sonata in 8 Movements）
- 1960 : 《奥菲斯的遗嘱》（Le Testament d'Orphée，The Testament of Orpheus)

编剧
- 1943 : 《永恒的回忆》（L'Éternel Retour） 让·德拉努瓦导演
- 1944 : 《布勞涅森林的女人們（英语：Les Dames du Bois de Boulogne）》（"Les Dames du Bois de Boulogne"） 罗伯特·布列松导演
- 1948 : 《吕布拉斯》（Ruy Blas（英语：Ruy Blas (film)）） 皮埃尔·比永导演
- 1950 : 《可怕的孩子们》（Les Enfants terribles（英语：Les Enfants Terribles (film)）） 让-皮埃尔·梅尔维尔导演， 根据让·科克托小说改编
- 1961 : 《克莱芙王妃》（La Princesse de Clèves（英语：La Princesse de Clèves (film)）） 让·德拉努瓦导演
- 1965 : 《骗子汤马斯》（Thomas l'imposteur） 乔治·弗朗瑞导演 根据让·科克托小说改编

### 引用
1. ↑  Ian Buruma 《殘酷劇場》 P70
2. ↑  . Ebooks.adelaide.edu.au. 2010-10-27  [2012-03-14]. （原始内容存档于2012-04-02）.

## 延伸阅读
- 亚瑟·B·埃文斯：《让·科克托和他的电影的神秘身份》，费城艺术联盟出版社，1977年。
- 科妮莉亚 主编：《回顾奥菲斯：让·科克托的电影和艺术》，宾夕法尼亚州巴克内尔大学出版社，1997年。